# Varroa
Pour l’article ayant un titre homophone, voir Varois.
Famille
Genre
Varroa est un genre d'acariens, le seul de la famille des Varroidae. Ce sont des parasites des abeilles, une cause possible ou favorisante du syndrome d'effondrement des colonies d'abeilles domestiques.

## Description
La femelle du varroa présente une forme elliptique, trapue, plus large que longue. Elle mesure de 1 à 1,2 mm sur 1,5 à 1,8 mm, ce qui la rend parfaitement visible à l'œil nu. La cuticule est de couleur brun foncé et l'ensemble du corps est recouvert de soies. Le mâle est de forme plutôt arrondie, et de couleur jaunâtre. Son diamètre est d'environ 0,8 à 0,9 mm.

## Mode de vie

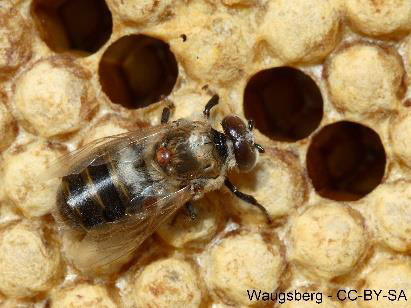
Varroa phorétique transporté par un faux bourdon.

Les mâles vivent exclusivement dans les cellules du couvain de l'abeille, alors que les femelles se rencontrent aussi sur l'abeille adulte, dans et à l'extérieur de la ruche. Seules les femelles sont capables d'hiverner. 
Le cycle de reproduction de Varroa se déroule exclusivement dans le couvain.
L'œuf est pondu dans une cellule par une femelle fondatrice qui y pénètre juste avant l'operculation et s'y laisse enfermer. Plusieurs femelles peuvent même se retrouver dans la même cellule.
Chaque femelle pond de 2 à 8 œufs, dont le premier est toujours un œuf de mâle. Les œufs suivants seraient toujours des œufs femelles.
La femelle pond un œuf environ toutes les 30 heures. Si cet œuf est un œuf de mâle, son développement prendra de 6 à 7 jours ; s'il s'agit d'un œuf de femelle, son développement est un peu plus long et dure de 8 à 9 jours.
Le mâle nouvellement éclos féconde ses sœurs dès leur naissance.
Dans une cellule d'ouvrière, une femelle fondatrice de varroa pond en moyenne 3 œufs (1 mâle et 2 femelles), alors que dans une cellule de mâle, elle en pond en moyenne 4 (1 mâle et 3 femelles). Cet écart provient de la durée de gestation qui est de 21 jours pour une ouvrière contre 24 jours pour le mâle.
Les jeunes femelles varroa, fécondées par le mâle, sortent de la cellule au moment de la « naissance » de l'abeille.
Après un délai de quelques jours, le cycle d'infestation peut recommencer.
On a longtemps cru que la femelle varroa se nourrissait par piqûre de l’hémolymphe des abeilles. Une étude de 2019 a démontré qu'en fait c'est leur tissu adipeux qui constitue la source de nourriture privilégiée du varroa, et non l'hémolymphe.

## Moyens de lutte
Depuis l'arrivée de varroa en Europe dans les années 1980, les apiculteurs et les scientifiques ont voulu trouver des acaricides afin de limiter la mortalité des colonies. Il y a trois moyens:
- les traitements chimiques de synthèses tels que le thau-fluvalinate, la fluméthrine et l'amitraze (essentiellement par lanière).
- les traitements chimiques avec des molécules naturelles telles que l'acide oxalique (sublimation, d’égouttement, par lanière), l'acide formique (diffusion) et le thymol (lanière).
- le traitement biomécanique[3], suppression du couvain fermé de faux bourdons car les varroas apprécient et privilégient particulièrement les larves et les nymphes de faux bourdons pour se reproduire (car la nymphose des faux bourdons est la plus longue chez Apis mellifera).

Il est important de noter que en France et plus généralement en Europe, pour utiliser des molécules médicamenteuses à des fins de médecine vétérinaire apicole, il faut qu'ils aient une Autorisation de mise sur le marché et que les traitements extemporanés ne peuvent être préparés et utilisés que par des personnes autorisées (vétérinaires…).

## Liste d'espèces
Selon BioLib (1er juin 2018) :

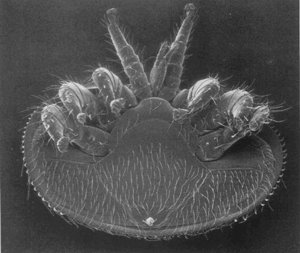
Varroa, vu de dessous au microscope électronique

- Varroa destructor (Anderson & Trueman, 2000) - parasite hôte naturel de l’Apis cerana qui infecte aussi aujourd'hui l’Apis mellifera (varroase)
- Varroa jacobsoni (Oudemans, 1904) -  parasite bénin de l'Apis cerana.
- Varroa rindereri (de Guzman & Delfinado-Baker, 1996)
- Varroa sinhai (Delfinado & Baker, 1974)
- Varroa underwoodi (Delfinado-Baker & Aggarwal, 1987)